# Матеја
Матеја и Матија су српски облици имена Матајос, из Новог завета. У ствари, то име је потекло од старохебрејског имена Матитјаху, што значи „дар Јахвеа“, односно Божји дар. Значењски одговара српском имену Божидар.
Многи народи у склопу својих националних личних имена имају две или више верзија имена Матија. У српском језику постоје Матија, Матеја и Матеј, док Хрвати имају и име Мате. У шпанском језику постоје имена Матијас и Матео. И код Немаца постоји име Матијас, као и име Матеус.
Од имена Матија су настала и српска презимена Матић и Матијевић.

## Варијације имена
- Maciej, Maciek (пољски језик)
- Madis (естонски језик)
- Mads, Madz, Madts (дански језик)
- Maitias (шкотски гелски језик)
- Maitiú, Maitias (ирски језик)
- Makaio, Mataio (хавајски језик)
- Matas, Motiejus (литвански језик)
- Máté, Mátyás (мађарски језик)
- Matei (румунски језик)
- Matej, Mate (хрватски језик, словачки језик и словеначки језик)
- Matěj, Matouš (чешки језик)
- Mateo (шпански језик и есперанто)
- Mateu (каталонски језик)
- Mateus (португалски језик)
- Mateusz (пољски језик)
- Matevž, Matjaž (словеначки језик)
- Mathai, Mathew (малајски језик)
- Mathias, Matthias (немачки језик и дански језик)
- Mathieu, Matthieu (француски језик)
- Mathijs, Matthijs, Mattijs, Mattheus (холандски језик)
- Mathios (јерменски језик)
- Mati (естонски језик)
- Matias, Matti (фински језик)
- Matius (малајски језик)
- Mats (шведски језик)
- Matt, Matty, Mattie (енглески језик)
- Matta, Mətta (азери))
- Mattæus (дански језик)
- Mattai, Mattithyahu (хебрејски језик)
- Mattäus (шведски језик, немачки језик)
- Matteo, Mattia (италијански језик)
- Matteus (норвешки језик, шведски језик, фински језик)
- Matthæus (латински језик)
- Matthaios, Maththaios (грчки језик)
- Matthäus (немачки језик)
- Mattheo (име распрострањено по целом свету)
- Matthías (исландски језик)
- Matthias, Mathias (грчки језик, немачки језик)
- Mattias, Matthias (дански језик, шведски језик, немачки језик, естонски језик)
- Mattis (шведски језик)
- Matúš (словачки језик)
- Матвей, Матфей, Мотя (руски језик)
- Матија, Матеја (српски језик)
- Мацей (белоруски језик)
- Матей (бугарски језик)
- Матвій, Матей (украјински језик)
- Mathew, Mat (велшки језик)

## Познате личности
- Апостол и Јеванђелист Матеј
- Матија Бећковић - српски писац
- Матија Хуњади - мађарски краљ
- Матија Губец - вођа хрватске буне
- Матија Чоп - словеначки писац
- Матеја Кежман - српски фудбалер
- Прота Матеја Ненадовић - српски писац и политичар
- Матија Бан, српски политичар и дипломата (по њему је добило име Баново Брдо)
- Матија Дедић, хрватски пијаниста